# Hospedeiro
Em Biologia, hospedeiro é um organismo que abriga outro em seu interior ou o carrega sobre si, seja este um parasita, um  comensal ou um mutualista. A palavra deriva do latím hospitator, significando visita, hóspede.

## Tipos de interações
É pertinente falar em hospedeiro sempre que há uma relação de dependência entre um sistema biológico (um ser vivo ou um vírus) e outro sobre o qual habita, seja de maneira contínua ou temporária. Isso pode ocorrer em interações próximas dos seguintes tipos:
- Parasitismo. Os endoparasitas residem permanentemente, ao menos em algumas etapas de seu desenvolvimento, no interior de seu hospedeiro. Ocupam hospedeiros sucessivos em distintas fases de seu ciclo de vida. Os endoparasitas costumam ser extremamente específicos na escolha de seus hospedeiros, dependendo amiúde de uma ou umas poucas espécies relacionadas. Já os ectoparasitas, por exemplo os hematófagos, podem ou costumam ser menos exigentes, mas nem sempre. Nas larvas das borboletas, por exemplo, é comum uma dependência muito estreita com respeito à planta hospedeira.
- Patogénese. Muitos vírus, bactérias, fungos e pequenos animais, causam doenças, o que representa uma forma extremada de parasitismo. A relação dos patógenos costuma ser especialmente específica, porque a evolução tende a produzir uma adaptação do hospedeiro ao patógeno. Apenas quando um agente encontra uma nova espécie hospedeira a relação adota a forma típica.
- Comensalismo. Os comensais costumam ser menos seletivos com os hospedeiros que escolhem, que os sistemas dependentes de outras formas, tanto nos casos de foresis (transporte do organismo menor pelo maior) ou inquilinismo como nos de dependência alimentária.
- Mutualismo. Os fungos micorrizantes são diversamente dependentes com respeito a sua planta hospedeira. O mesmo pode ser dito dos agentes polinizadores, que transportam o pólen, ou dispersantes, que transportam los propágulos de plantas e fungos.

## Tipos de hospedeiros no parasitismo
Chama-se hospedeiro primário aquele onde se desenvolve a maior parte de sua existência e, sobretudo, seu crescimento. É chamado de hospedeiro secundário ao que abriga o parasita apenas em uma fase inicial de seu crescimento, quase sempre em relação à sua dispersão e para facilitar seu ingresso no hospedeiro primário. Por exemplo, os nemátodos do gênero Anisakis, que produzen anisaquíase em humanos, o fazem porque seus hospedeiros primários naturais são mamíferos marinhos, de fisiologia parecida à humana, enquanto que os hospedeiros secundários são, em momentos sucessivos de seu desenvolvimento pequenos crustáceos inicialmente e depois peixes, quando comen aos primeiros. A infestação de cetáceos ou dos seres humanos se produz quando devoram aos peixes. Outro exemplo é o das espécies de Plasmodium que infectam aos seres humanos, protistas apicomplexos que produzem a malária, caso no qual o hospedeiro secundário é um mosquito do gênero Anopheles; o qual age como vector da doença.
Em função de sua utilidade para o parasita existem vários tipos de hospedeiros:
- Hospedeiro definitivo: designa a um ser vivo que é imprescindível para o parasita já que este desenvolverá principalmente sua fase adulta nele. É aquele que apresenta o parasito em sua fase de maturidade ou em fase de reprodução sexuada. Ex.: o hospedeiro definitivo do Plasmodium é o Anopheles; os hospedeiros definitivos do S. mansoni são os humanos.[1]
- Hospedeiro intermediário: designa a um hospedeiro igualmente imprescindível no ciclo vital do parasita, onde este desenvolve alguma ou todas as fases larvais, juvenis ou reprodução assexuada. Às vezes se confunde com o término vector e se considera como hospedeiro intermediário ao invertebrado que participa no ciclo vital, sendo em muitas ocasiões o homem e outros vertebrados os anfitriões intermediários, e os invertebrados, os definitivos.
- Hospedador paratênico: É o ser vivo que serve de refúgio temporário e de veículo para aceder ao hospedeiro definitivo. O parasita não evolui nesse e portanto, não é imprescindível para completar o ciclo vital, ainda que geralmente aumenta as possibilidades de sobrevivência e transmissão.  Também se denomina hospedeiro de transporte.
- Hospedeiro reservatório é o que abriga, tanto quanto o hospedeiro primário, a um agente infeccioso ou parasita que pode invadir ocasionalmente também o organismo humano ou o de uma espécie de interesse econômico. O salto se dá a partir da origem de zoonose (doenças procedentes de animais), e ocasionalmente de doenças infecciosas emergentes (quando o agente ou parasita adquire a habilidade de passar diretamente de um ser humanos a outros). Sabemos hoje que os reservatórios dos quais procedem as epidemias humanas iniciais de gripe são aves, ou que as duas formas do HIV, que causam a AIDS, saltaram à espécie humana a partir de macacos africanos.